# Рон Муди
Рон Муди (енгл. Ron Moody), рођен као (енгл. Ronald Moodnick; Тотенхем, 8. јануар 1924. — Лондон, 11. јун 2015), био је британски глумац, певач, композитор и писац. Најпознатији је по утеловљењу антагонисте Фејгина у британском музичком драмском филму Оливер! (1968) и бродвејској продукцији истог (1983). Мудију је овај филм донео Златни глобус и номинацију за Оскара, док му је представа донела номинацију за награду Тони. Други познати филмови у којима је глумио су Лестерова комедија Миш на Месецу (1963), Брускова комедија Дванаест столица (1970) и Нелсонова драма Бекство Давових (1971) у којој је играо поред сарадника са филма Оливер! Џека Вајлда (1952—2006).
Муди је познат и по томе што је играо чаробњака Мерлина у два Дизнијева филма: Неидентификовани летећи откачењак (1979) и Клинац на двору краља Артура (1995).